# پیروکسیکام
پیروکسیکام (به انگلیسی: PIROXICAM)
رده درمانی: داروهای ضد التهاب غیر استروئیدی
اشکال دارویی: کپسول، آمپول، ژل

## کاربردها
این دارو مسکن است و کاربرد اصلی آن کاهش یا توقف درد است. از کاربردهای دیگر دارو می‌شود به داشتن اثرات ضد التهابی مثلاً در درمان آرتروز اشاره کرد. دارو در تسکین درد ناشی از بسیاری از بیماری‌ها مثل دندان درد، سردرد و… کاربرد دارد.

## مکانیسم اثر
پیروکسیکام از مهارکننده‌های قوی آنزیم سیکلواکسیژناز است. آنزیم سیکلواکسیژناز باعث تبدیل اسید آراشیدونیک به پروستاگلاندین‌ها می‌شود. حداقل دو ایزوفرم سیکلواکسیژناز وجود دارد: Cox-۱ و Cox-۲. این دارو با مهار سیکلواکسیژناز تولید پروستاگلاندین‌ها را کاهش می‌دهد و به این روش اثر ضد درد و التهاب خود را نشان می‌دهد.

## عوارض جانبی
عوارض گوارشی مانند تهوع، بی‌اشتهائی، اسهال، زردی، یبوست، نفخ، خشکی دهان، زخم پپتیک، عوارض کلیوی، عوارض قلبی عروقی مانند تاکیکاردی، ادم محیطی، تپش قلب و واکنش‌های‌آلرژیک مانند پورپورا، راش، خارش، عوارض خونی و خواب آلودگی. مصرف مکرر کپسول ان می‌تواند فرد را مستعد بیماری پوستی TEN و سندرم استیون جانسون کند

## احتیاط
مصرف پیروکسیکام می‌تواند خطر حمله قلبی را افزایش دهد. این احتمال در صورتی که دارو را به صورت طولانی مدت استفاده کنید بسیار بیشتر می‌شود. در صورتی که بیماری قلبی دارید یا عمل بایپس قلب انجام داده‌اید نباید این دارو را مصرف کنید.

## توصیه های پزشکی
- بهتر است دارو را را همراه با غذا مصرف کنید.
- آمپول پیروکسیکام را تنها باید به صورت عضلانی تزریق کنید
- در صورت مشاهده علائمی مانند درد عضلانی، تب، ادم و ملنا ( مدفوع سیاه که میتواند نشانه خون‌ریزی گوارشی باشد.)، مصرف دارو را متوقف کنید و به پزشک اطلاع دهید.
- پس از مصرف قرص پیروکسیکام سعی کنید به مدت 30 دقیقه دراز نکشید
- در هنگام مصرف این دارو از رانندگی و سایر اعمال نیازمند هشیاری اجتناب کنید